# Rozas (Soba)
Rozas es una localidad del municipio de Soba (Cantabria, España). En el año 2008 contaba con una población de 148 habitantes (INE). La localidad se encuentra a 391 metros de altitud sobre el nivel del mar, y a 4,8 kilómetros de la capital municipal, Veguilla.
A esta población se accede desde la carretera CA-256 a través de la carretera local CA-669 y carece de líneas de transporte público regular.
Sus fiestas patronales son:
- 29 de septiembre: San Miguel, a cuya advocación está dedicada la iglesia de la localidad.
- 4 de octubre: Nuestra Señora del Rosario, en el barrio de Manzaneda.

## Personas destacadas
- Domingo Ortiz de Rozas (1683-1756), nacido en Rozas. Primer conde de Poblaciones. Teniente general de los Reales Ejércitos, gobernador del Río de la Plata y gobernador titular de la Capitanía General de Chile.